# Pachygnatha zappa
Pachygnatha zappa — вид павуків родини Tetragnathidae.

## Назва
Вид названо на честь американського музиканта Френка Заппи (1940—1993).

## Поширення
Вид виявлений у 1993 році в околицях гори Камерун. Згодом знайдений в Кенії, Малаві, ПАР.